# Flagy (Haute-Saône)
Flagy é uma comuna francesa na região administrativa de Borgonha-Franco-Condado, no departamento de Alto Sona. Estende-se por uma área de 9,7 km². Em 2010 a comuna tinha 155 habitantes (densidade: 16 hab./km²).